# Kunwara
Kunwara est un film indien de Bollywood réalisé par David Dhawan sorti le 14 juillet 2000. 
Le film met en vedette Govinda, Urmila Matondkar et Nagma, il s'agit de la seconde collaboration cinématographique entre Govinda et Urmila Matondkar. Le film est un succès commercial et rapporte 430 350 000 roupies.